# Прутков Степан Дмитрович
Степан Дмитрович Прутков (1911—1978) — радянський військовий діяч. Учасник Німецько-радянської війни. Герой Радянського Союзу (1.05.1943). Генерал-лейтенант авіації. Депутат Верховної Ради УРСР 6-го скликання.

## Життєпис
Народився 1 січня 1911 року в повітовому місті Опочно Радомської губернії Російської імперії (тепер місто, адміністративний центр Опочинського повіту Лодзинського воєводства Польської Республіки) в родині робітника. Росіянин. З початком Першої світової війни разом з матір'ю переїхав до Смоленської губернії, де проживав у місті Рославлі.
Закінчивши вісім класів школи, влаштувався працювати вантажником. Одночасно продовжував учитися у вечірній школі підвищеного типу. Отримавши середню освіту, переїхав до міста Починок, де працював сортувальником льону, потім був на профспілковій роботі. Восени 1931 року його перевели на профспілкову роботу в місто Смоленськ.
У серпні 1933 року за спецнабором ЦК ВКП(б) комсомолець Прутков був направлений в Оренбурзьку 3-ю військову авіаційну школу льотчиків і льотчиків-спостерігачів, яку він закінчив у 1936 році. Військову службу розпочав льотчиком-інструктором 3-ї військової авіаційної школи. У січні 1939 року звільнився в запас, але з авіацією не розлучився. Працював комісаром Оренбурзького обласного аероклубу.
У вересні 1940 року за часткової мобілізації був знову призваний до Червоної армії. Службу продовжив у 218-му швидкісному бомбардувальному авіаційному полку Західного особливого військового округу. Початок німецько-радянської війни старший лейтенант Прутков зустрів на посаді командира авіаційної ланки бомбардувальників СБ. 2 липня 1941 року полк був виведений в тил і переформований у 218-й штурмовий авіаційний полк 60-ї змішаної авіаційної дивізії Брянського фронту. Коли в полку була сформована ще одна ескадрилья, її командиром був призначений Прутков. До реальної бойової роботи приступив вже на Ленінградському фронті (з 17 грудня 1941 року — Волховський фронт), куди 218-й штурмовий авіаційний полк був перекинутий у другій половині листопада 1941 року.
18 лютого 1942 року 218-й штурмовий авіаційний полк був виведений в резерв Верховного Головнокомандування, а капітан Прутков був направлений у запасний полк, де освоїв повну програму перенавчання на штурмовику Іл-2. Знову в діючій армії з 13 липня 1942 року на Сталінградському фронті на посаді штурмана 504-го штурмового авіаційного полку 226-ї штурмової авіаційної дивізії 8-ї повітряної армії. Учасник Сталінградської битви. 17 грудня 1942 року отримав звання майора і був призначений командиром 504-го штурмового авіаційного полку. За масовий героїзм льотного складу в ході Сталінградської битви наказом НКО СРСР № 128 від 18 березня 1943 року полк Пруткова було перейменовано на 74-й гвардійський штурмовий авіаційний полк, а за особливі заслуги під час оборони Сталінграда йому було присвоєно почесне найменування «Сталінградський». Указом Президії Верховної Ради СРСР від 1 травня 1943 року «за зразкове виконання бойових завдань командування на фронті боротьби з німецькими загарбниками і проявлені при цьому відвагу і геройство» гвардії майору Пруткову Степану Дмитровичу було присвоєно звання Героя Радянського Союзу.
15 серпня 1943 року вже в ході розпочатої Донбаської операції гвардії майор Прутков був призначений заступником командира 1-ї гвардійської штурмової авіаційної дивізії. Його робота отримала високу оцінку командування: був нагороджений орденом Вітчизняної війни 1-го ступеня і підвищений у військовому званні до підполковника. 28 грудня 1943 року гвардії підполковник Прутков вступив на посаду командира 1-ї гвардійської штурмової авіаційної дивізії, а 2 лютого 1944 року йому достроково було присвоєно звання полковника. 
Після звільнення Криму у 1944 році 1-а гвардійська штурмова авіаційна дивізія була виведена зі складу 8-ї повітряної армії і перекинута в Калузьку область РРФСР. З літа 1944 року і до кінця війни дивізія воювала на 3-му Білоруському фронті в складі 1-ї повітряної армії. За вміле керівництво підрозділом Степану Дмитровичу Пруткову в квітні 1945 року було присвоєно звання генерал-майора авіації.
Після закінчення німецько-радянської війни продовжив службу у збройних силах СРСР. Закінчивши в 1949 році Військову академію Генерального штабу імені Ворошилова, служив на різних командних посадах у військово-повітряних силах СРСР.
З серпня 1959 року по жовтень 1964 року — командувач 57-ї повітряної армії Прикарпатського військового округу. З 1964 року по 1971 рік був начальником командного факультету Військово-Повітряної академії імені Гагаріна.
У відставку вийшов у 1971 році в званні генерал-лейтенанта. Жив в місті Москві. 10 квітня 1978 року помер. Похований на Кунцевському кладовищі Москви.

## Нагороди
- Герой Радянського Союзу (01.05.1943);
- Медаль «Золота Зірка» (01.05.1943);
- два ордени Леніна (23.10.1942; 01.05.1943);
- чотири ордени Червоного Прапора (20.04.1942; 07.07.1944; 13.05.1945;);
- орден Кутузова 1-го ступеня (19.04.1945);
- орден Суворова 2-го ступеня (16.05.1944);
- орден Олександра Невського (30.03.1944);
- орден Вітчизняної війни 1-го ступеня (08.10.1943);
- орден Червоної Зірки;
- медалі, в тому числі:
  - медаль «За бойові заслуги» (1944);
  - медаль «За оборону Сталінграда» (1942).